# 小行星15385
小行星15385（15385 Dallolmo）是一颗绕太阳运转的小行星，为主小行星带小行星。该小行星于1997年9月25日发现。

## 轨道参数
小行星15385的轨道半长轴为2.9614954 UA，离心率为0.078。